# Volcán San Pedro (Guatemala)
El volcán San Pedro es un estratovolcán ubicado al lado suroeste de la caldera del lago de Atitlán en Guatemala. Tiene una altitud de 3020 m s. n. m. La villa de San Pedro La Laguna se encuentra al pie del volcán.

## Descripción

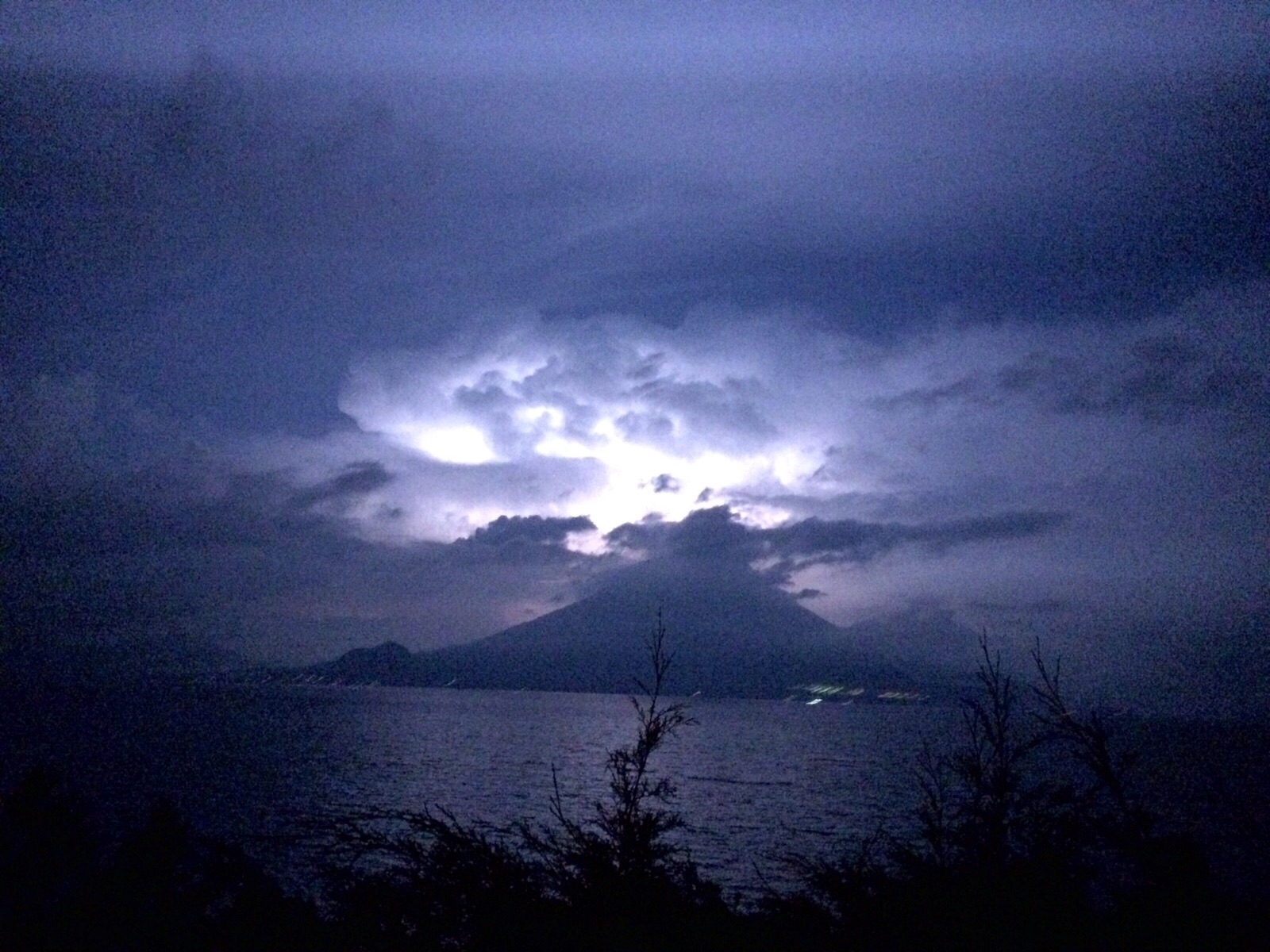
Tormenta sobre el Volcán de San Pedro, 2015.

El volcán San Pedro es parte del Arco Volcánico Centroamericano, una cadena de volcanes que se extiende a lo largo del litoral occidental de América Central, y que se formó por la subducción de la Placa de Cocos debajo de la placa del Caribe. Estos volcanes son parte del Cinturón de Fuego del Pacífico.
A pocos kilómetros al sureste del San Pedro se encuentra el Volcán Atitlán y el Volcán Tolimán.